# Горб, Лениан Иванович
Лениан Иванович Горб (24 июля 1924 — 30 декабря 1942) — герой-пионер, партизан, связной-разведчик Великой Отечественной войны, погиб в сражении 30 декабря 1942 года.

## Биография
Родился 24 июля 1924 года в станице Вознесенская Лабинского района Северо-Кавказского края в семье Ивана Никитовича и Матрёны Филипповны Горб (урождённой Янченко). По отцовской линии, бабушка Ефросинья Ефимовна Горб, была потомственной казачкой, из рода казака Голоты. Когда Лёня был ещё маленький семья переехала на постоянное место жительство в город Армавир. Юный герой стал учащимся школы № 49. Уже после завершения обучения в средних классах стал трудиться на заводе «Армалит».
Во время Великой Отечественной войны Лениан принял решение примкнуть к партизанам, хотя родные всеми средствами пытались убедить эвакуироваться глубоко в тыл. С началом оккупации, в августе 1942 года, выяснилось, что Лёня неплохо управляется оружием. Вместе с отцом он присоединился к Армавирскому партизанскому отряду под командованием Георгия Михайловича Кадушкина. Иван Никитович стал командиром истребительной роты, а Лёня - связным-разведчиком. Все ответственные задания он выполнял чётко и безупречно. Постоянно в ночные часы, горными тропами, направлялся с донесением из штаба в отряды. Отряд действовал в предгорье Кавказа. 13-14 октября 1942 года в Преградненском районе немецкие оккупанты, благодаря слаженным действиям связного Горба получили сокрушительный отпор. Из 200 фашистов лишь шестерым удалось вернуться живыми. В этом бою Лёня показал себя неутомимым бойцом-связистом.
30 декабря 1942 года у посёлка Сахрай (ныне Новопрохладное Майкопского района Республики Адыгея) партизанский отряд, попавший в окружение, вступил в неравный бой с немцами. Битва унесла жизни 27 партизан. Лёня Горб погиб.
В братской могиле села Ново-Прохладное Тульского района Краснодарского края был похоронен. В 1944 году останки 27 партизан Армавирского отряда были перезахоронены в пионерском парке города Армавира. В 1945 году на этом месте был воздвигнут памятник, на котором высечены инициалы и фамилии всех погибших героев, среди них и юный герой Лёня Горб.

## Память
- Школа №19 города Армавира носит имя юного героя. Здесь же установлен и бюст Лениану Ивановичу, в школьном музее памяти юного партизана посвящён отдельный стенд. В апреле 2019 года в рамках акции "Дерево в память о юном герое", инициированной детско-юношеским патриотическим движением "Марш памяти юных", на территории школы высажено именное дерево. Рядом с ним установлена памятная табличка.
- Близкий друг семьи Горб Д. А. Скрипков и выпускница школы № 49 города Армавира Г. Аксентова написали стихи в память о Лёне Горб. Существовала и песня о Лёне Горбе, написанная учителями школы № 19, однако, скорее всего, она не сохранилась.
- В краеведческом музее Армавира сохранились архивные материалы о Лёне Горб.
- В 2017 году имя Лёни Горба было названо в числе лауреатов общественно-государственного проекта «Поисково-просветительская экспедиция "Имя Кубани"» в номинации «Молодое имя Кубани» от города Армавира.